# Плавание на летних Олимпийских играх 2000 — эстафета 4×100 метров вольным стилем (мужчины)
Соревнования по плаванию в эстафете 4×100 метров вольным стилем среди мужчин на летних Олимпийских играх 2000 прошли 16 сентября.
Вторую золотую медаль в течение одного дня получил 18-летний Ян Торп, который также в составе сборной обновил мировой рекорд. Сборная России была дисквалифицирована за фальстарт при передаче эстафеты от Андрея Капралова.

## Медалисты
| Золото                                                                                   | Серебро                                                                                 | Бронза                                                                      |
| Австралия · Майкл Клим · Крис Фидлер · Эшли Каллас · Ян Торп · Тодд Пирсон* · Адам Пайн* | США · Энтони Эрвин · Нил Уокер · Джейсон Лезак · Гэри Холл · Скотт Такер* · Джош Дэвис* | Бразилия · Фернандо Шерер · Густаво Боржес · Карлос Жайме · Эдвалдо Валерио |

*—участвовали только в предварительном заплыве

## Рекорды
До начала соревнований мировой и олимпийский рекорды были следующими:
| Мировой рекорд     | Сборная США США | 3.15,11 | Атланта, США | 12 августа, 1996 |
| Олимпийский рекорд | Сборная США США | 3.15,41 | Атланта, США | 23 июля, 1996    |

Во время соревнований в этой дисциплине были установлены олимпийские или мировые рекорды:
| Дата        | Заплыв                   | Спортсмен  | Страна    | Время   | Рекорд |
| ----------- | ------------------------ | ---------- | --------- | ------- | ------ |
| 16 сентября | финал, 1 этап, 100 м в/с | Майкл Клим | Австралия | 48,18   | OR, WR |
| 16 сентября | финал                    | сборная    | Австралия | 3.13,67 | OR, WR |

## Соревнования

### Предварительные заплывы

#### Заплыв 1
| Место | Спортсмены                                                                 | Результат | Итоговое место |
| ----- | -------------------------------------------------------------------------- | --------- | -------------- |
| 0     | -1                                                                         | !а        | !a             |
| 1     | Ларс Конрад, Торстен Шпаннеберг, Штефан Кунцельман, Штефан Хербст (GER)    | 3.18,70   | 3              |
| 2     | Лоренцо Висмара, Мауро Галло, Клаус Ланзарини, Симоне Черкато (ITA)        | 3.18,86   | 4              |
| 3     | Игорь Коледа, Павел Лагун, Дмитрий Калиновский, Олег Рухлевич (BLR)        | 3.20,85   | 10             |
| 4     | Хорхе Луис Улибарри, Эдуардо Лоренте, Хуан Бенавидес, Хавьер Ботельо (ESP) | 3.22,76   | 15             |
| 5     | Дуе Драганья, Марьян Каньер, Иван Младина, Ален Лончар (CRO)               | 3.24,96   | 19             |
| -     | Марк Венс, Деннис Рейнбек, Эваут Холст, Йохан Кенкхёйс (NED)               | DSQ       | -              |
| -     | Олег Цветковский, Олег Пухнатый, Пётр Васильев, Равиль Начаев (UZB)        | DSQ       | -              |
| 999   | ЯЯЯ                                                                        | ~z        | ~z             |

#### Заплыв 2
| Место | Спортсмены                                                                      | Результат | Итоговое место |
| ----- | ------------------------------------------------------------------------------- | --------- | -------------- |
| 0     | -1                                                                              | !а        | !a             |
| 1     | Крис Фидлер, Тодд Пирсон, Адам Пайн, Эшли Каллас (AUS)                          | 3.17,37   | 2              |
| 2     | Денис Пиманков, Андрей Капралов, Леонид Хохлов, Александр Попов (RUS)           | 3.19,70   | 6              |
| 3     | Стефан Нюстранд, Юхан Вальберг, Ларс Фрёландер, Маттиас Олин (SWE)              | 3.19,80   | 7              |
| 4     | Ромен Барнье, Фредерик Буске, Уго Вьяр, Николя Кинтц (FRA)                      | 3.20,19   | 8              |
| 5     | Роланд Скуман, Брендон Дедекайнд, Николас Фолкер, Теренс Паркин (RSA)           | 3.21,28   | 11             |
| 6     | Арунас Савицкас, Минвидас Пацкевичюс, Саулюс Биневичюс, Роландас Гимбутис (LTU) | 3.23,68   | 16             |
| 7     | Карлос Сантандер, Освальдо Кеведо, Франсиско Паес, Франсиско Санчес (VEN)       | 3.24,64   | 17             |
| 8     | Сергей Ашихмин, Константин Ушков, Дмитрий Кузьмин, Алексей Павлов (KGZ)         | 3.25,03   | 20             |
| 999   | ЯЯЯ                                                                             | ~z        | ~z             |

#### Заплыв 3
| Место | Спортсмены                                                                | Результат | Итоговое место |
| ----- | ------------------------------------------------------------------------- | --------- | -------------- |
| 0     | -1                                                                        | !а        | !a             |
| 1     | Скотт Такер, Энтони Эрвин, Джейсон Лезак, Джош Дэвис (USA)                | 3.15,43   | 1              |
| 2     | Фернандо Шерер, Эдвалдо Валерио, Карлос Жайме, Густаво Боржес (BRA)       | 3.19,29   | 5              |
| 3     | Пол Белк, Сион Бринн, Энтони Ховард, Марк Стивенс (GBR)                   | 3.20,45   | 9              |
| 4     | Вячеслав Ширшов, Ростислав Сванидзе, Артём Гончаренко, Павел Хныкин (UKR) | 3.21,48   | 12             |
| 5     | Крейг Хатчинсон, Робби Тэйлор, Рик Сэй, Янник Люпьен (CAN)                | 3.21,98   | 13             |
| 6     | Алексей Манзула, Эйтхан Урбах, Орен Азрад, Йеав Брак (ISR)                | 3.22,06   | 14             |
| 7     | Деннис Йенсен, Хенрик Андерсен, Йеппе Нильсен, Якоб Карстенсен (DEN)      | 3.24,78   | 18             |
| 8     | Игорь Ситников, Андрей Квасов, Павел Сидоров, Сергей Борисенко (KAZ)      | 3.28,90   | 21             |
| 999   | ЯЯЯ                                                                       | ~z        | ~z             |

### Финал
| Место | Команда   | Спортсмены                                                                                 | Результат  |
| ----- | --------- | ------------------------------------------------------------------------------------------ | ---------- |
| 0     | -1        | !а                                                                                         |            |
| 1     | Австралия | Майкл Клим (48,18) WR Крис Фидлер (48,48) Эшли Каллас (48,71) Ян Торп (48,30)              | 3.13,67 WR |
| 2     | США       | Энтони Эрвин (48,89) Нейл Уолкер (48,31) Джейсон Лезак (48,42) Гэри Холл (48,24)           | 3.13,86    |
| 3     | Бразилия  | Фернандо Шерер (49,79) Густаво Боржес (48,61) Карлос Жайме (49,88) Эдвалдо Валерио (49,12) | 3.17,40    |
| 4     | Германия  | Торстен Шпаннеберг Кристиан Трёгер Штефан Кунцельман Штефан Хербст                         | 3.17,77    |
| 5     | Италия    | Лоренцо Висмара Клаус Ланзарини Симоне Черкато Массимилиано Розолино                       | 3.17,85    |
| 6     | Швеция    | Стефан Нюстранд Ларс Фрёландер Маттиас Олин Юхан Нюстрём                                   | 3.19,60    |
| 7     | Франция   | Фредерик Буске Ромен Барнье Уго Вьяр Николя Кинтц                                          | 3.21,00    |
| —     | Россия    | Андрей Капралов Денис Пиманков Александр Попов Дмитрий Чернышёв                            | DSQ        |
| 999   | ЯЯЯ       | ~z                                                                                         |            |